# Eckhard Klieme
Eckhard Klieme (* 1954) ist ein deutscher Bildungsforscher und Professor für Erziehungswissenschaft an der Johann Wolfgang Goethe-Universität Frankfurt am Main und dem DIPF | Leibniz-Institut für Bildungsforschung und Bildungsinformation.

## Leben
Eckhard Klieme studierte Mathematik (Diplom im Jahr 1978), Psychologie (Diplom im Jahr 1981), Kommunikationsforschung und Pädagogik an der Universität Bonn. Dort promovierte er 1988 in Psychologie und lehrte von 1986 bis 1989 als Lehrbeauftragter am Psychologischen Institut der Universität Bonn. Von 1983 bis 1997 war er Wissenschaftlicher Mitarbeiter am Institut für Test- und Begabungsforschung der Studienstiftung des Deutschen Volkes in Bonn. 1998 bis 2001 war er Wissenschaftlicher Mitarbeiter am Max-Planck-Institut für Bildungsforschung in Berlin. 2000 habilitierte er in Erziehungswissenschaften an der Freien Universität Berlin und erhielt 2001 einen Ruf als Professor an die Universität Frankfurt am Main. Seit 2001 leitet Eckhard Klieme zudem die Abteilung „Bildungsqualität und Evaluation“ am DIPF | Leibniz-Institut für Bildungsforschung und Bildungsinformation und war von 2004 bis 2008 dessen Direktor.

## Auszeichnungen
- 2010: Wissenschaftspreis: Gesellschaft braucht Wissenschaft[1]
- 2014: Forschungspreis der Deutschen Gesellschaft für Erziehungswissenschaft[2]

## Schriften
- Mathematisches Problemlösen als Testleistung, Dissertation Universität Bonn, in: Europäische Hochschulschriften: Reihe 6, Psychologie, Bd. 285, Lang, Frankfurt am Main/Bern/New York/Paris 1989, ISBN 3-631-40820-X
- Unterricht und Kompetenzerwerb in Deutsch und Englisch. Zentrale Befunde der Studie Deutsch-Englisch-Schülerleistungen-International (DESI). Frankfurt am Main 2006